# Theologie des Alten Testaments
Die Theologie des Alten Testaments ist ein Begriff der Christlichen Theologie. Die Theologie des Alten Testaments (AT) als theologische Disziplin versucht, theologische Aussagen mit den Aussagen des Alten Testaments in Verbindung zu bringen. Über die genaue Aufgabe einer Theologie des Alten Testaments gibt es aber verschiedene Auffassungen.
Theologie des Alten Testaments ist auch der Titel von zahlreichen theologischen Darstellungen. Als klassisch gelten unter anderem die Werke von Walther Eichrodt (drei Bände; 1933–1939), Ludwig Köhler (1936) und Gerhard von Rad (zwei Bände; 1957/1967). In neuerer Zeit haben die Werke von Rolf Rendtorff (1999/2001), Bernd Janowski (Beiträge zur Theologie des Alten Testaments, fünf Bände; 1993–2014) oder Jörg Jeremias (2015) besondere Beachtung gefunden.

## Forschungsgeschichte
Die Theologie des Alten Testaments als eine wissenschaftliche Disziplin ist recht jung. Ihre Vorläufer hat sie in Johann Philipp Gablers Forderung vom Ende des 18. Jahrhunderts, Exegese und Dogmatik klar zu unterscheiden. Dieser Schritt wurde als Befreiungsschlag empfunden, der viele Kräfte freisetzte. Die Exegese wurde nun stärker unter historischen Gesichtspunkten betrieben. Als eigentliche Geburtsstunde kann aber die Zeit nach dem 1. Weltkrieg angesehen werden, in der ein neues Interesse an alttestamentlicher Theologie erwacht.

### Walther Eichrodt
Eichrodt verfasste drei Bände:
1. Gott und Volk (1933)
2. Gott und Welt (1935)
3. Gott und Mensch (1939)

Er suchte nach einer beharrenden Grundtendenz und einem gleichbleibenden Grundtypus, was er in der Konzeption des Bundes fand. Ganz zentral geht es um den Bund Gottes mit Israel und den Bund Gottes mit dem Menschen.
Man kann kritisieren, dass allerdings nur der 1. Band wirklich am Bund orientiert ist. Ein weiteres Problem des Ansatzes liegt darin, dass in unterschiedlichen Zeiten das Thema „Bund“ eine unterschiedlich große Rolle gespielt hat. Besonders wichtig wird es vor allem deuteronomische und deuteronomistische Entwürfe. Darüber hinaus wird „Bund“ je nach literarischem Bereich (Priesterschrift oder Deuteronomistisches Geschichtswerk) ganz unterschiedlich gefüllt.

### Gerhard von Rad
Rad verfasste zwei Bände:
1. Die Theologie der geschichtlichen Überlieferungen Israels (1957)
2. Die Theologie der prophetischen Überlieferungen Israels (1960)

Rad möchte radikal damit brechen, die Gliederung einer Theologie des AT an der Dogmatik zu orientieren. Man soll das Alte Testament sein eigenes Wort sagen lassen. Ganz anders als Eichrodt sucht er nicht nach einer „Mitte“ des AT, da es seiner Meinung nach gar keine gibt. Die legitimste Form einer Theologie des AT ist daher die Nacherzählung.
Wichtig ist die Einsicht, dass eine systematische Darstellung ihr System aus dem AT selbst entnehmen muss. Das AT selbst soll zur Sprache kommen. Schwierig ist allerdings eine Beschränkung auf den Modus der Nacherzählung, da dabei zu wenig die historische Perspektive in den Blick kommt. Die verschiedenen Überlieferungsblöcke dürfen nicht isoliert nebeneinander stehen, sondern müssen aufeinander bezogen werden.

## Kontext
Siehe auch: Altes Testament
Das Alte Testament, eine über Jahrhunderte gewachsene Schriftsammlung, gilt als eine der Grundlagen christlicher Theologie und ist daher Gegenstand theologischer Reflexion.
Die christliche Theologie entwickelte im Laufe ihrer Geschichte verschiedene Disziplinen, zu denen auch die exegetischen Wissenschaften, jeweils bezogen auf das Alte oder das Neue Testament, gehören. Zunächst arbeiten diese Disziplinen mit historischen und literaturwissenschaftlichen Methoden, als Teilbereiche der Theologie kommt ihnen aber auch die Aufgabe der Hermeneutik und Reflexion des Inhalts der Texte zu. In einer „Theologie des Alten Testaments“ soll dies in einem großen Rahmen für das Alte Testament geschehen.

## Aufgabe

### Theologie des Alten Testaments als die im Alten Testament enthaltene Theologie
Eine Möglichkeit ist es, unter „Theologie des Alten Testaments“ die im Alten Testament enthaltene Theologie zu verstehen (im Sinne eines genitivus subiectivus). Demnach hat eine Theologie des Alten Testaments die im Alten Testament begegnenden Ansichten und Vorstellungen über Gott und seine Beziehungen zu den Menschen und der Welt darzustellen. Auch Ethik und Anthropologie könnten somit Teile einer Theologie des Alten Testaments sein.
Probleme ergeben sich hierbei aus der Vielfältigkeit der theologischen Aussagen im Alten Testament. Eine „Mitte des Alten Testaments“ zu finden, scheint zumindest schwer zu lösende Aufgabe.

### Theologie des Alten Testaments als der Beitrag des Alten Testaments für die christliche Theologie
Unter „Theologie des Alten Testaments“ kann auch eine Arbeitsweise verstanden werden, die versucht, das Alte Testament für gegenwärtige Entwürfe christlicher Theologie fruchtbar zu machen („des alten Testaments“ als genitivus obiectivus). Derartige Unternehmungen können auch in eine christliche Dogmatik auf Grundlage des Alten Testaments münden.
Hier können sich Schwierigkeiten bei der Frage nach dem Zusammenhang zwischen Normativität der Schrift und christlicher Dogmatik ergeben.

### Theologie des Alten Testaments als Ergebnisbündelung
Jörg Jeremias sieht die grundsätzliche Aufgabe darin, Ergebnisse wissenschaftlicher Forschung für Theologie und Kirche zu bündeln. Seine Definition lautet wie folgt:
„Eine Theologie des Alten Testaments (AT) zielt darauf ab, die Ergebnisse der wissenschaftlichen Bemühungen um das Verständnis der alttestamentlichen Texte sowohl für die Theologie als auch für die Kirche zu bündeln und insbesondere die zentralen Gottesaussagen des Alten Testaments zu erheben.“
Als christlicher Theologie kann man seiner Meinung nach das AT nicht ohne das Wissen um das Christuszeugnis des Neuen Testaments lesen.
Besonders herausfordernd an dieser Aufgabe der Bündelung sind für ihn vor allem zwei Punkte:
1. vielfältige Gattungen
2. unterschiedliche Zeiten

Zu 1) Es handelt sich beim AT nicht nur um ein einheitliches Buch, sondern um eine Ansammlung verschiedener Bücher, in denen sich wiederum unterschiedliche Gattungen und Textsorten vorfinden. Daher gibt es nicht zuletzt aus jüdischen Perspektiven Misstrauen gegenüber der Disziplin als solcher: Können überhaupt thematische Zusammenfassungen gemacht werden, ohne den Texten ihre Eigenintention zu rauben?
Zu 2) Die Entstehungszeitpunkte der Texte sind teilweise sehr unterschiedlich. Manche Texte liegen bis zu 800 Jahre auseinander. Aufgrund dieser Tatsache hat sich auch das Forschungsgebiet einer „Religionsgeschichte Israels“ entwickelt. Dabei wird das Verhältnis von Theologie des AT und Religionsgeschichte Israels je nach Verfassenden recht unterschiedlich bewertet. Das Verhältnis von den beiden Disziplinen war meist ungleich. In Wellenbewegungen haben sich das primäre Interesse an der Geschichte oder an der Theologie abgewechselt. Beide Disziplinen haben die gemeinsame Aufgabenstellung, wichtige Themen des AT zu untersuchen. Allerdings sind die Intentionen sehr verschieden: Die RG interessiert sich für Entstehung und Entwicklung meist theologischer Themen in der Frühzeit, die Theologie für die inhaltlichen Kernpunkte des Endproduktes.

## Gliederungsmöglichkeiten
Es gibt verschiedene Möglichkeiten, eine Theologie des AT zu gliedern. Es seien nur ein paar Möglichkeiten genannt:
- nach biblischen Büchern (zum Beispiel Georg Fischer: Theologien des Alten Testaments oder Gerhard von Rad: Theologie des Alten Testaments.)
- nach systematischen Themen (zum Beispiel Ludwig Köhler: Theologie des Alten Testaments oder auch Feldmeier/Spieckermann: Der Gott der Lebendigen)
- nach dem Kanon / entlang der Heilsgeschichte (zum Beispiel Gerhard von Rad: Theologie des Alten Testaments. oder Rolf Rendtorff: Theologie des Alten Testaments. 1. Kanonische Grundlegung)

Jörg Jeremias kombiniert in seiner Theologie des AT eine zeitgeschichtliche Sortierung mit der Gliederung nach Textgattung (1), theologischer Schule (2) und tragenden Themen (3). Es gibt drei Blöcke, die vereinfacht gesagt die folgenden sind:
1. vorexilisch
2. exilisch
3. nachexilisch

Innerhalb des 1. Teils gibt es eine Sortierung nach Textsorte, die er in Anschluss an Smend „Denkformen“ nennt. Die fünf Kategorien dieser Denkformen entwickelt er in Anlehnung an Ricouer:
- Psalmen
- Weisheit
- Recht und Ethos
- Ursprungstraditionen
- Prophetie

Im 2. Teil kommen die verschiedenen theologischen Schulen zur Geltung, also die Entwürfe des Deuteronomiums, deuteronomistische Theologie, Priesterschrift, Deuterojesaja usw.
Der 3. Teil ist thematisch geordnet, da seiner Meinung nach die Schriften aus der späteren Zeit (Perserzeit, hellenistische Zeit) selbst eine Tendenz zur Systematisierung beinhalten. Er behandelt hier Gottes Zorn und Güte, Vergewisserungen, Orientierungen, Hoffnungen und bohrende Fragen.

## Kritik am Begriff „Theologie des Alten Testaments“
Der Theologe Rainer Albertz brachte folgende Kritikpunkte am Begriff „Theologie des Alten Testaments“ vor:
1. Es gibt eine Vielzahl an „Theologien“, die sich kaum miteinander ins Gespräch bringen lassen.
2. Ob „des Alten Testaments“ als genitivus subiectivus oder obiectivus zu verstehen ist, bleibt weitgehend ungeklärt.
3. Der Standpunkt, von dem aus Theologie des Alten Testaments betrachtet wird, wird somit nicht klar definiert.
4. Es gibt große Schwierigkeiten, einen systematischen Aufbau für eine „Theologie des Alten Testaments“ zu finden.
5. Der Verfasser einer „Theologie des Alten Testaments“ wird unnatürlicherweise dazu gezwungen, innerhalb des Alten Testaments widersprechende Standpunkte miteinander zu vereinen.
6. Der Theologiebegriff verengt den Fokus auf Begriffs- und Geistesgeschichte, im Alten Testament geht es aber auch um Kult und Tradition.
7. Religionsgeschichtlich lässt sich keine auffällige Besonderheit des Kultes des alten Israels gegenüber den weiteren Völkern des Alten Orients erfassen.
8. Da christliche Theologie auch das Neue Testament in besonderer Weise zur Grundlage hat, besteht die Gefahr der christlichen Vereinnahmung des Alten Testaments.

Stattdessen schlägt Albertz vor, die Disziplin „Theologie des Alten Testaments“ durch „Religionsgeschichte Israels“ zu ersetzen.